# Kirkby on Bain
Kirkby on Bain är en ort och civil parish i Storbritannien.   Den ligger i grevskapet Lincolnshire och riksdelen England, i den sydöstra delen av landet, 180 km norr om huvudstaden London. Kirkby on Bain ligger 16 meter över havet och antalet invånare är 295.
Terrängen runt Kirkby on Bain är platt. Runt Kirkby on Bain är det ganska tätbefolkat, med 75 invånare per kvadratkilometer. Närmaste större samhälle är Woodhall Spa, 4,7 km väster om Kirkby on Bain. Trakten runt Kirkby on Bain består till största delen av jordbruksmark.